# Anidrytus gibbosus
Anidrytus gibbosus es una especie de coleóptero de la familia Endomychidae.

## Distribución geográfica
Habita en Colombia.